# قتاد حرموني
القَتَاد الحرموني (باللاتينية: Astragalus hermoneus) نوع نباتي عشبي من جنس القتاد.

## البيئة والانتشار
موطنه بلاد الشام وتركيا والبلقان.

## مرادفات للاسم العلمي
الاسم العلمي الأكثر قبولًا هو (باللاتينية: Astragalus angustifolius Lam. subsp. angustifolius)
- (باللاتينية: Astragalus angustifolius subsp. violaceus (Boiss.) Ponert)